# Litoria oenicolen
Espèce
Statut de conservation UICN

 DD  : Données insuffisantes
Litoria oenicolen est une espèce d'amphibiens de la famille des Pelodryadidae.

## Répartition
Cette espèce est endémique de la province des Hautes-Terres occidentales en Papouasie-Nouvelle-Guinée. Elle se rencontre entre 1 200 et 1 500 m d'altitude dans le bassin de la rivière Trauna dans le sanctuaire de Baiyer River,.

## Description
Le mâle holotype mesure 31,1 mm. Les mâles mesurent de 30,8 à 40,3 mm.

## Publication originale
- Menzies & Zweifel, 1974 : Systematics of Litoria arfakiana of New Guinea and sibling species (Salientia, Hylidae). American Museum novitates, no 2558, p. 1-16 (texte intégral).